# Philodendron heteropleurum
Philodendron heteropleurum är en kallaväxtart som beskrevs av Kurt Krause. Philodendron heteropleurum ingår i släktet Philodendron och familjen kallaväxter. Inga underarter finns listade.